# Clean Bandit/Diskografie
Diese Diskografie ist eine Übersicht über die musikalischen Werke der britischen Elektropopband Clean Bandit. Den Quellenangaben und Schallplattenauszeichnungen zufolge hat sie bisher mehr als 41,7 Millionen Tonträger verkauft, davon alleine in ihrer Heimat über 16,1 Millionen. Ihre erfolgreichste Veröffentlichung ist die Single Rockabye mit über 9,7 Millionen verkauften Einheiten.

## Alben

### Studioalben
| Jahr | Titel Musiklabel                     | Höchstplatzierung, Gesamtwochen, AuszeichnungChartplatzierungen (Jahr, Titel, Musiklabel, Platzierungen, Wochen, Auszeichnungen, Anmerkungen) | Höchstplatzierung, Gesamtwochen, AuszeichnungChartplatzierungen (Jahr, Titel, Musiklabel, Platzierungen, Wochen, Auszeichnungen, Anmerkungen) | Höchstplatzierung, Gesamtwochen, AuszeichnungChartplatzierungen (Jahr, Titel, Musiklabel, Platzierungen, Wochen, Auszeichnungen, Anmerkungen) | Höchstplatzierung, Gesamtwochen, AuszeichnungChartplatzierungen (Jahr, Titel, Musiklabel, Platzierungen, Wochen, Auszeichnungen, Anmerkungen) | Höchstplatzierung, Gesamtwochen, AuszeichnungChartplatzierungen (Jahr, Titel, Musiklabel, Platzierungen, Wochen, Auszeichnungen, Anmerkungen) | Anmerkungen                             |
| Jahr | Titel Musiklabel                     | DE | AT | CH | UK | US | Anmerkungen                             |
| ---- | ------------------------------------ | --- | --- | --- | --- | --- | --------------------------------------- |
| 2014 | New Eyes Atlantic Records (WMG)      | DE31 (2 Wo.)DE | AT67 (1 Wo.)AT | CH8 (6 Wo.)CH | UK3 Gold · (62 Wo.)UK | US180 Gold · (1 Wo.)US | Erstveröffentlichung: 30. Mai 2014      |
| 2018 | What Is Love? Atlantic Records (WMG) | — | — | CH58 (1 Wo.)CH | UK9 Platin · (53 Wo.)UK | US141 Gold · (1 Wo.)US | Erstveröffentlichung: 30. November 2018 |

### EPs
| Jahr | Titel Musiklabel                      | Anmerkungen                            |
| ---- | ------------------------------------- | -------------------------------------- |
| 2012 | A+E Black Butter Records (BBR)        | Erstveröffentlichung: 7. Dezember 2012 |
| 2013 | Mozart’s House Atlantic Records (WMG) | Erstveröffentlichung: 29. März 2013    |

## Singles

### Als Leadmusiker
| Jahr | Titel Album                          | Höchstplatzierung, Gesamtwochen, AuszeichnungChartplatzierungen (Jahr, Titel, Album, Platzierungen, Wochen, Auszeichnungen, Anmerkungen) | Höchstplatzierung, Gesamtwochen, AuszeichnungChartplatzierungen (Jahr, Titel, Album, Platzierungen, Wochen, Auszeichnungen, Anmerkungen) | Höchstplatzierung, Gesamtwochen, AuszeichnungChartplatzierungen (Jahr, Titel, Album, Platzierungen, Wochen, Auszeichnungen, Anmerkungen) | Höchstplatzierung, Gesamtwochen, AuszeichnungChartplatzierungen (Jahr, Titel, Album, Platzierungen, Wochen, Auszeichnungen, Anmerkungen) | Höchstplatzierung, Gesamtwochen, AuszeichnungChartplatzierungen (Jahr, Titel, Album, Platzierungen, Wochen, Auszeichnungen, Anmerkungen) | Anmerkungen                                                                                    |
| Jahr | Titel Album                          | DE | AT | CH | UK | US | Anmerkungen                                                                                    |
| ---- | ------------------------------------ | --- | --- | --- | --- | --- | ---------------------------------------------------------------------------------------------- |
| 2012 | A+E New Eyes                         | — | — | — | UK100 (1 Wo.)UK | — | Erstveröffentlichung: 7. Dezember 2012 feat. Kandaka Moore & Nikki Cislyn                      |
| 2013 | Mozart’s House New Eyes              | — | — | — | UK17 (3 Wo.)UK | — | Erstveröffentlichung: 19. Dezember 2011 Wiederveröffentlichung: 29. März 2013 feat. Love Ssega |
| 2013 | Dust Clears New Eyes                 | — | — | — | UK43 (1 Wo.)UK | — | Erstveröffentlichung: 19. Juli 2013 feat. Noonie Bao                                           |
| 2014 | Rather Be New Eyes                   | DE1 ×3Dreifachgold · (56 Wo.)DE | AT1 Platin · (33 Wo.)AT | CH2 Platin · (58 Wo.)CH | UK1 ×6Sechsfachplatin · (90 Wo.)UK | US10 ×4Vierfachplatin · (31 Wo.)US | Erstveröffentlichung: 17. Januar 2014 feat. Jess Glynne                                        |
| 2014 | Extraordinary New Eyes               | — | — | — | UK5 Silber · (8 Wo.)UK | — | Erstveröffentlichung: 16. Mai 2014 feat. Sharna Bass                                           |
| 2014 | Come Over New Eyes                   | DE76 (8 Wo.)DE | — | — | UK45 (6 Wo.)UK | — | Erstveröffentlichung: 8. August 2014 feat. Stylo G                                             |
| 2014 | Real Love New Eyes                   | DE2 (13 Wo.)DE | AT22 (11 Wo.)AT | CH37 (10 Wo.)CH | UK2 Platin · (29 Wo.)UK | — | Erstveröffentlichung: 16. November 2014 mit Jess Glynne                                        |
| 2015 | Stronger New Eyes                    | — | — | — | UK4 Silber · (10 Wo.)UK | — | Erstveröffentlichung: 13. Februar 2015 feat. Alex Newell & Sean Bass                           |
| 2016 | Tears What Is Love?                  | DE95 (2 Wo.)DE | — | — | UK5 ×2Doppelplatin · (27 Wo.)UK | — | Erstveröffentlichung: 27. Mai 2016 feat. Louisa Johnson                                        |
| 2016 | Rockabye What Is Love?               | DE1 ×2Doppelplatin · (36 Wo.)DE | AT1 Platin · (29 Wo.)AT | CH1 ×2Doppelplatin · (47 Wo.)CH | UK1 ×4Vierfachplatin · (41 Wo.)UK | US9 ×3Dreifachplatin · (27 Wo.)US | Erstveröffentlichung: 21. Oktober 2016 feat. Sean Paul & Anne-Marie                            |
| 2017 | Symphony What Is Love?               | DE9 ×3Dreifachgold · (27 Wo.)DE | AT13 Platin · (23 Wo.)AT | CH6 ×2Doppelplatin · (43 Wo.)CH | UK1 ×4Vierfachplatin · (53 Wo.)UK | US— PlatinUS | Erstveröffentlichung: 17. März 2017 feat. Zara Larsson                                         |
| 2017 | Disconnect –                         | — | — | — | — | — | Erstveröffentlichung: 23. Juni 2017 mit Marina and the Diamonds                                |
| 2017 | I Miss You What Is Love?             | DE49 Gold · (21 Wo.)DE | AT57 Gold · (13 Wo.)AT | CH43 (24 Wo.)CH | UK4 ×2Doppelplatin · (30 Wo.)UK | US92 Gold · (1 Wo.)US | Erstveröffentlichung: 27. Oktober 2017 feat. Julia Michaels                                    |
| 2018 | Solo What Is Love?                   | DE1 ×3Dreifachgold · (37 Wo.)DE | AT1 ×2Doppelplatin · (32 Wo.)AT | CH2 (36 Wo.)CH | UK1 ×2Doppelplatin · (29 Wo.)UK | US58 Platin · (13 Wo.)US | Erstveröffentlichung: 18. Mai 2018 feat. Demi Lovato                                           |
| 2018 | Baby What Is Love?                   | — | — | — | UK15 Gold · (15 Wo.)UK | — | Erstveröffentlichung: 2. November 2018 feat. Marina & Luis Fonsi                               |
| 2019 | Mama What Is Love?                   | — | — | — | UK98 (1 Wo.)UK | — | Erstveröffentlichung: 22. Februar 2019 feat. Ellie Goulding                                    |
| 2020 | Real Love × Sunchyme (VIP Mash Up) – | — | — | — | — | — | Erstveröffentlichung: 31. Juli 2020 mit Dario G feat. Jess Glynne                              |
| 2020 | Tick Tock –                          | DE48 (17 Wo.)DE | AT53 (10 Wo.)AT | CH17 (28 Wo.)CH | UK8 Platin · (20 Wo.)UK | — | Erstveröffentlichung: 21. August 2020 mit Mabel feat. 24kGoldn                                 |
| 2021 | Higher –                             | DE— aDE | — | — | UK66 (7 Wo.)UK | — | Erstveröffentlichung: 29. Januar 2021 feat. Iann Dior                                          |
| 2021 | Drive –                              | DE— bDE | — | — | UK17 Gold · (24 Wo.)UK | — | Erstveröffentlichung: 30. Juli 2021 feat. Topic & Wes Nelson                                   |
| 2021 | How Will I Know –                    | — | — | — | UK92 Silber · (4 Wo.)UK | — | Erstveröffentlichung: 1. Oktober 2021 mit Whitney Houston                                      |
| 2022 | Everything But You –                 | — | — | — | UK55 (9 Wo.)UK | — | Erstveröffentlichung: 18. Februar 2022 feat. A7S                                               |
| 2024 | Cry Baby –                           | DE— cDE | — | — | UK49 Silber · (15 Wo.)UK | — | Erstveröffentlichung: 9. August 2024 mit Anne-Marie & David Guetta                             |
| 2025 | Tell Me Where U Go –                 | — | — | — | — | — | Erstveröffentlichung: 25. April 2025 mit Tiësto & Leony                                        |
| 2025 | Believe –                            | — | — | — | — | — | Erstveröffentlichung: 4. Juli 2025 mit Lloyiso                                                 |

### Als Gastmusiker
| Jahr | Titel Album                    | Höchstplatzierung, Gesamtwochen, AuszeichnungChartplatzierungen (Jahr, Titel, Album, Platzierungen, Wochen, Auszeichnungen, Anmerkungen) | Höchstplatzierung, Gesamtwochen, AuszeichnungChartplatzierungen (Jahr, Titel, Album, Platzierungen, Wochen, Auszeichnungen, Anmerkungen) | Höchstplatzierung, Gesamtwochen, AuszeichnungChartplatzierungen (Jahr, Titel, Album, Platzierungen, Wochen, Auszeichnungen, Anmerkungen) | Höchstplatzierung, Gesamtwochen, AuszeichnungChartplatzierungen (Jahr, Titel, Album, Platzierungen, Wochen, Auszeichnungen, Anmerkungen) | Höchstplatzierung, Gesamtwochen, AuszeichnungChartplatzierungen (Jahr, Titel, Album, Platzierungen, Wochen, Auszeichnungen, Anmerkungen) | Anmerkungen                                                                           |
| Jahr | Titel Album                    | DE | AT | CH | UK | US | Anmerkungen                                                                           |
| ---- | ------------------------------ | --- | --- | --- | --- | --- | ------------------------------------------------------------------------------------- |
| 2013 | Intentions –                   | — | — | — | — | — | Erstveröffentlichung: 12. Mai 2013 Gorgon City feat. Clean Bandit                     |
| 2014 | Do They Know It’s Christmas? – | DE2 Gold · (15 Wo.)DE | AT5 (9 Wo.)AT | CH5 (7 Wo.)CH | UK1 Platin · (6 Wo.)UK | US63 (1 Wo.)US | Erstveröffentlichung: 17. November 2014 Verkäufe: + 751.000; als Teil von Band Aid 30 |
| 2019 | Lost Chameleon                 | — | — | — | — | — | Erstveröffentlichung: 26. Juli 2019 End of the World feat. Clean Bandit               |
| 2019 | Rockabye –                     | — | — | — | — | — | Erstveröffentlichung: 6. August 2019 Marko Louis & Tuborg Open feat. Clean Bandit     |
| 2019 | Arriba –                       | — | — | — | — | — | Erstveröffentlichung: 29. August 2019 Little Big & Tatarka feat. Clean Bandit         |

## Autorenbeteiligungen
Songwriting
- 2015: Jess Glynne – Hold My Hand
- 2018: Sean Paul & David Guetta feat. Becky G – Mad Love
- 2019: Marina – You • Karma
- 2019: Shawn Mendes & Camila Cabello – Señorita
- 2020: Louise – Lead Me On

## Sonderveröffentlichungen
Remixe
- 2013: Rudimental feat. Ella Eyre – Waiting All Night
- 2014: The Weeknd – Wanderlust
- 2015: Rae Morris – Love Again
- 2015: Jack Ü feat. AlunaGeorge – To Ü
- 2016: Flume feat. Tove Lo – Say It
- 2018: End of The World – Stargazer
- 2018: Halsey feat. Big Sean & Stefflon Don – Alone
- 2018: SeeB & Dagny – Drink About
- 2019: Taylor Swift – You Need to Calm Down
- 2020: Robin Schulz feat. Alida – In Your Eyes
- 2020: The Killers – Caution

## Statistik

### Chartauswertung
|                     | DE    | AT    | CH    | UK    | US    |
| ------------------- | ----- | ----- | ----- | ----- | ----- |
| Nummer-eins-Alben   | DE—DE | AT—AT | CH—CH | UK—UK | US—US |
| Top-10-Alben        | DE—DE | AT—AT | CH1CH | UK2UK | US—US |
| Alben in den Charts | DE1DE | AT1AT | CH2CH | UK2UK | US2US |

|                       | DE     | AT    | CH    | UK     | US    |
| --------------------- | ------ | ----- | ----- | ------ | ----- |
| Nummer-eins-Singles   | DE3DE  | AT3AT | CH1CH | UK5UK  | US—US |
| Top-10-Singles        | DE6DE  | AT4AT | CH5CH | UK11UK | US2US |
| Singles in den Charts | DE10DE | AT8AT | CH8CH | UK22UK | US5US |

### Auszeichnungen für Musikverkäufe
| Land/RegionAuszeichnungen für Musikverkäufe (Land/Region, Auszeichnungen, Verkäufe, Quellen) | Silber     | Gold       | Platin         | Diamant     | Verkäufe   | Quellen              |
| -------------------------------------------------------------------------------------------- | ---------- | ---------- | -------------- | ----------- | ---------- | -------------------- |
| Australien (ARIA)                                                                            | —          | —          | 23× Platin23   | —           | 1.610.000  | aria.com.au          |
| Belgien (BRMA)                                                                               | —          | Gold1      | 7× Platin7     | —           | 240.000    | ultratop.be          |
| Brasilien (PMB)                                                                              | —          | Gold1      | —              | —           | 20.000     | Einzelnachweise      |
| Dänemark (IFPI)                                                                              | —          | 2× Gold2   | 11× Platin11   | —           | 775.000    | ifpi.dk              |
| Deutschland (BVMI)                                                                           | —          | 5× Gold5   | 5× Platin5     | —           | 2.850.000  | musikindustrie.de    |
| Frankreich (SNEP)                                                                            | —          | Gold1      | 2× Platin2     | 3× Diamant3 | 1.449.999  | snepmusique.com      |
| Italien (FIMI)                                                                               | —          | 6× Gold6   | 19× Platin19   | —           | 1.055.000  | fimi.it              |
| Japan (RIAJ)                                                                                 | —          | 3× Gold3   | Platin1        | —           | 100.000    | riaj.or.jp JP2       |
| Kanada (MC)                                                                                  | —          | Gold1      | 25× Platin25   | —           | 2.040.000  | musiccanada.com      |
| Mexiko (AMPROFON)                                                                            | —          | —          | Platin1        | —           | 60.000     | amprofon.com.mx      |
| Neuseeland (RMNZ)                                                                            | —          | 3× Gold3   | 19× Platin19   | —           | 577.500    | radioscope.co.nz NZ2 |
| Niederlande (NVPI)                                                                           | —          | —          | 7× Platin7     | —           | 470.000    | nvpi.nl              |
| Norwegen (IFPI)                                                                              | —          | —          | 11× Platin11   | —           | 580.000    | ifpi.no              |
| Österreich (IFPI)                                                                            | —          | Gold1      | 5× Platin5     | —           | 165.000    | ifpi.at              |
| Polen (ZPAV)                                                                                 | —          | 3× Gold3   | 6× Platin6     | 5× Diamant5 | 1.400.000  | olis.pl              |
| Portugal (AFP)                                                                               | —          | 2× Gold2   | 7× Platin7     | —           | 80.000     | Einzelnachweise      |
| Schweden (IFPI)                                                                              | —          | Gold1      | 2× Platin2     | —           | 100.000    | sverigetopplistan.se |
| Schweiz (IFPI)                                                                               | —          | —          | 5× Platin5     | —           | 130.000    | hitparade.ch         |
| Singapur (RIAS)                                                                              | —          | —          | 2× Platin2     | —           | 20.000     | rias.org.sg          |
| Spanien (Promusicae)                                                                         | —          | 2× Gold2   | 12× Platin12   | —           | 540.000    | elportaldemusica.es  |
| Vereinigte Staaten (RIAA)                                                                    | —          | 3× Gold3   | 9× Platin9     | —           | 10.500.000 | riaa.com             |
| Vereinigtes Königreich (BPI)                                                                 | 4× Silber4 | 4× Gold4   | 24× Platin24   | —           | 17.026.000 | bpi.co.uk            |
| Insgesamt                                                                                    | 4× Silber4 | 39× Gold39 | 203× Platin203 | 8× Diamant8 |            |                      |